# Булчи (Арад)
Булчи (рум. Bulci) насеље је у Румунији у округу Арад у општини Бата. Oпштина се налази на надморској висини од 150 m.

## Прошлост
Аустријски царски ревизор Ерлер је 1774. године констатовао да место припада Каполнашком округу, Липовског дистрикта. Ту римокатолички манастир а становништво је било претежно влашко.

## Становништво
Према подацима из 2002. године у насељу је живело 143 становника, од којих су сви румунске националности.